# Российско-финляндская граница
Российско-финляндская граница — сухопутная, речная, озёрная и морская граница между Россией и Финляндией, ранее Советско-финская. 
Протяжённость современной сухопутной границы составляет 1271,8 км (в том числе 1091,7 км собственно сухопутной, 60,3 км речной и 119,8 км озёрной), помимо этого имеется участок межгосударственной морской границы в 54,0 км.

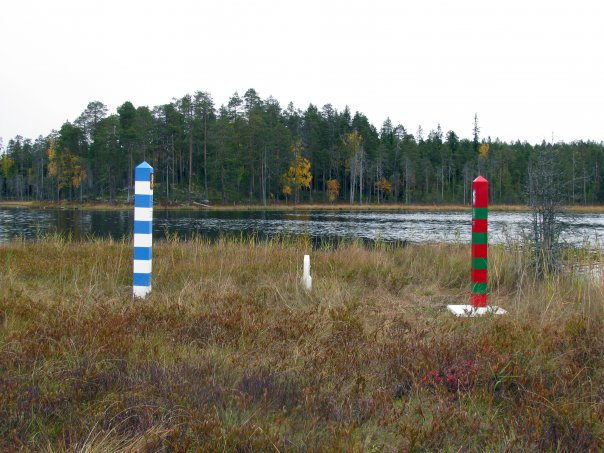
Пограничные столбы в самой восточной точке российско-финляндской границы на острове в центре озера Вирмаярви

## История
Восточная граница Швеции (от Финского до Ботнического залива), в состав которой до 1809 года входила территория Шведской Финляндии, была определена в 1323 году Ореховецким мирным договором. В 1595 году в селе Тявзино было подписано мирное соглашение между Королевством Швеция и Московским Царством. Граница впервые была проведена до Северного моря (Баренцево море) и разделила Лапландию на шведскую и кольскую (московскую).
По Абоскому миру, с 1743 по 1809 год граница между Финляндией, бывшей на тот момент провинцией Швеции, и Российской империей проходила по западному рукаву реки Кюммене.
В результате последней русско-шведской войны (1808—1809) Финляндия перешла под власть Российской империи, превратившись из шведской провинции в Великое княжество Финляндское с собственной конституцией и сеймом. В 1811 году под финляндское управление была передана Выборгская губерния, линия границы которой на Карельском перешейке проходила (с юга на север) от Финского залива по руслу реки Сестры до её истока и далее до Ладожского озера. Многие петербуржцы имели загородные дачи в финской части Карельского перешейка, но пересечение административной границы было связано с таможенным контролем, так как окончательно решить проблему введения общего таможенного тарифа не удалось.
После провозглашения независимости Финляндии в 1917 году граница была закрыта и усилена. В результате войны 1918—1920 годов Финляндия получила Печенгскую область, западную часть полуострова Рыбачий и большую часть полуострова Среднего. Линия границы была определена Тартуским договором, подписанным 14 октября 1920 года. Близость границы к Ленинграду (30—35 км) определила особый режим в приграничной зоне, в которой с обеих сторон в 1920-е — 1930-е годы строились мощные оборонительные сооружения (см. Линия Маннергейма и Карельский укрепрайон).
По итогам советско-финской войны в 1940 году Выборг и Карельский перешеек отошли в состав Советского Союза. Линия границы была определена Московским договором. В 1941 году Финляндия вернула себе Карельский перешеек, но в результате заключённого перемирия 19 сентября 1944 года были восстановлены приобретения СССР 1940 года.

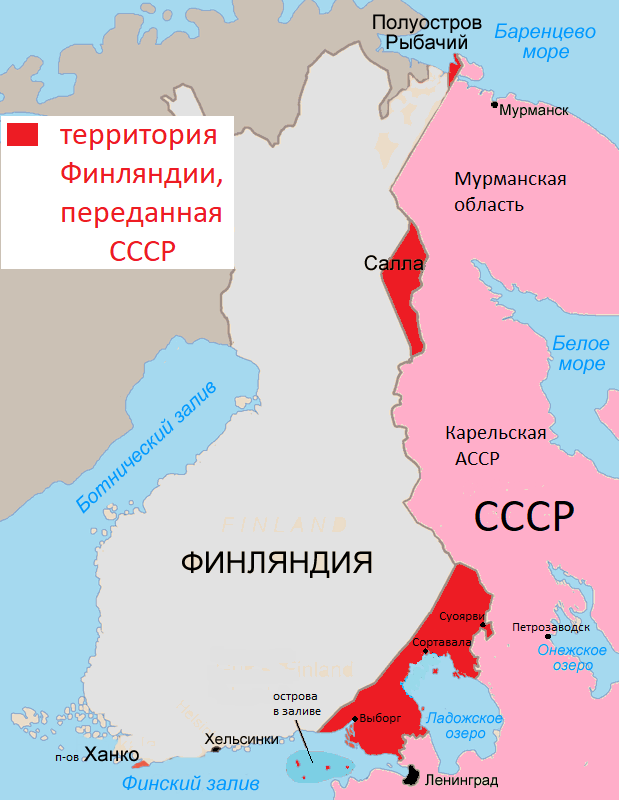
Территории, вошедшие в состав СССР в 1940 году
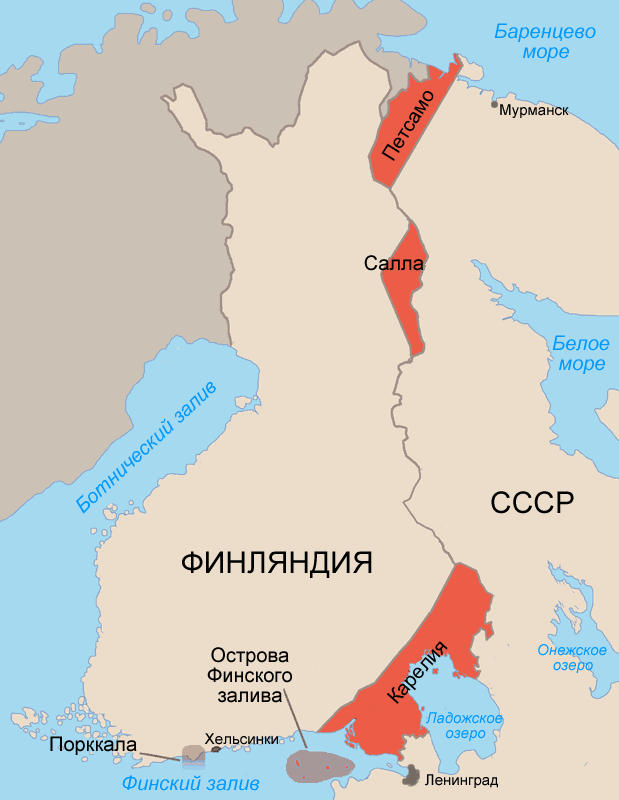
Территории, вошедшие в состав СССР в 1944 году

В 1947 году Парижским мирным договором были утверждены условия 1940 года и современная линия границы. Она проходит от Финского залива до пересечения с российско-норвежской границей (в Мурманской области) и близка к той, которая разделяла Российскую Империю со Швецией в 1809 году.
На фоне ухудшающихся отношений России и ЕС, вследствие российской-украинского конфликта, финская сторона обвинила Россию в свозе мигрантов с целью создать миграционных кризис используя это в качестве гибридной войны против ЕС
.
С 30 сентября 2022 года после вторжения России на Украину в 2022 году власти Финляндии, запретили въезд россиян в страну по любой действующей шенгенской визе.
В октябре 2023 года финская сторона приостановила работу всех пропускных пунктов кроме одного — Райа-Йоосеппи, обвинив российскую сторону в организованном свозе мигрантов из стран Африки и Ближнего Востока.
|  |

|  |

|  |

|  |

|  |

|  |

|  |

|  |

## Пропускные пункты
На российско-финляндской границе для автомобильного сообщения действовали 8 МАПП. Кроме того, действуют два пункта упрощенного пропуска (временные), доступные лишь ограниченному кругу лиц.
| Финляндия                                          | Россия                                                               | тип                     |
| -------------------------------------------------- | -------------------------------------------------------------------- | ----------------------- |
| Райа-Йоосеппи муниципалитет Инари, Лапландия       | Лотта Кольский район, Мурманская область                             | МАПП                    |
| Салла муниципалитет Салла, Лапландия               | Салла Кандалакшский район, Мурманская область                        | МАПП                    |
| Куусамо муниципалитет Куусамо, Северная Похьянмаа  | Суоперя Лоухский район, Республика Карелия                           | МАПП                    |
| Вартиус муниципалитет Кухмо, Кайнуу                | Люття Костомукшский городской округ, Республика Карелия              | МАПП                    |
| Инари муниципалитет Лиекса, Северная Карелия       | Инари Лендерское с. п., Муезерский район, Республика Карелия         | ПУП                     |
| Ниирала муниципалитет Тохмаярви, Северная Карелия  | Вяртсиля Вяртсильское г. п., Сортавальский район, Республика Карелия | МАПП                    |
| Париккала муниципалитет Париккала, Южная Финляндия | Сювяоро Лахденпохский район, Республика Карелия                      | ПУП (запланирован МАПП) |
| Иматра муниципалитет Иматра, Южная Карелия         | Светогорск Выборгский район, Ленинградская область                   | МАПП                    |
| Нуйямаа муниципалитет Лаппеэнранта, Южная Карелия  | Брусничное Выборгский район, Ленинградская область                   | МАПП                    |
| Ваалимаа муниципалитет Виролахти, Кюменлааксо      | Торфяновка Выборгский район, Ленинградская область                   | МАПП                    |

В 2012 году число пересечений границы составило 9,6 млн, в 2013 — 10,4 млн.

## Пограничные регионы
Регионы Финляндии, граничащие с Россией:
- Лапландия
- Северная Остроботния
- Кайнуу
- Северная Карелия
- Южная Карелия
- Кюменлааксо

 Регионы России, граничащие с Финляндией:
- Мурманская область
- Республика Карелия
- Ленинградская область